# Ямада, Наоко
Наоко Ямада (яп. 山田尚子 Ямада Наоко, род. 28 ноября 1984 года) — японский аниме-режиссёр, работавшая в студии Kyoto Animation с 2004 по 2020 год, а позднее сотрудничавшая с Science Saru.

## Биография
Наоко Ямада родилась в префектуре Гумма 28 ноября 1984 года. Она с детства любила рисовать. Интересовалась Ямада не только этим: в начальной школе она состояла в волейбольной секции, в средней — в теннисной и кружке фотографии. Ямада окончила Киотский Университет искусства и дизайна, отделение масляной живописи. Также она состояла в клубе «спецэффектов». Родители поддержали выбор дочери, так как её отец тоже увлекался рисованием.

### Карьера
После окончания учёбы начала работу в Kyoto Animation, хотя изначально планировала посвятить себя киноиндустрии. В студии она прошла путь от аниматора до режиссёра-постановщика.
Первая работа в качестве режиссёра — аниме Clannad, 17 и 23 серии, но наиболее известна Наоко Ямада за работу над аниме K-On!, выходившим с 2009 по 2011 год. В 2013 году она режиссировала аниме-сериал Tamako Market, а в 2014 году его полнометражное продолжение — Tamako Love Story, за которое была удостоена премии New Face Award на Japan Media Arts Festival. Также она написала слова для опенинга.
Следующей большой работой Наоко стал полнометражный фильм «Форма голоса». Аниме заняло вторую строчку в рейтинге проката и собрало 2,3 миллиарда иен (около 19,5 миллионов долларов США), чем заслужило 19 место в списке самых кассовых фильмов в Японии за 2016 год. Также эта работа номинировалась на многие престижные награды, как например «Лучший анимационный фильм» кинопремии «Майнити» и премия Японской академии за лучший анимационный фильм года.
Когда экранизация повестей Sound! Euphonium дошла до описания событий второго года учёбы главных героев в старшей школе, Kyoto Animation решила снять его в виде фильмов, разбив на два вбоквела. Историю о Мидзорэ Ёройдзуке и Нодзоми Касаки снимала Ямада, визуальный ряд фильма заметно отличается от других лент по франшизе. Фильм, названный в честь вымышленной сказки Liz to Aoi Tori, вышел в прокат 21 апреля 2018 года и также номинировался на премию «Майнити», выиграв на ней награду имени Нобуро Офудзи.
В сентябре 2021 года студия Science SARU выложила трейлер аниме-сериала Heike Monogatari, запланированного к выходу в октябре того же года, режиссёром-постановщиком в видео указана Ямада. Комментариев о том, ушла ли она из Kyoto Animation навсегда, или это единичный проект (над аниме также работают сценаристка Рэйко Ёсида и композитор Кэнсукэ Усио, снявшие вместе с Ямадой «Форму голоса» и Liz to Aoi Tori), не поступало, однако свои следующие работы Ямада создавала в Science SARU.

## Список работ
указаны работы в должности режиссёра-постановщика

### Сериалы
- K-On! (2009)
- K-On!! (2010)
- Tamako Market (2013)
- Heike Monogatari (2021)

### Фильмы
- K-On! (2011)
- Tamako love story (2014)
- «Форма голоса» (2016)
- Liz to Aoi Tori (2018)
- Garden of Remembrance (2022, короткометражный)[10]
- «Твой цвет» (2024)